# Вознесенка (Мелітопольський район)
Вознесе́нка — село в Україні, у Костянтинівській сільській громаді Мелітопольського району Запорізької області. Населення становить 5123 осіб. До 2020 року орган місцевого самоврядування — Вознесенська сільська рада.

## Географія
Село Вознесенка розташоване на лівому березі річки Молочна, за 7 км на схід від Мелітополя. Нижче за течією на відстані 0,5 км розташоване село Костянтинівка, на протилежному березі — місто Мелітополь та село Семенівка. За 3 км на північ від Вознесенки знаходиться Старобердянське лісництво. Поруч з селом розташований скіфський курган, за легендою, в цьому кургані похований скіфський цар Курбас.
Через село пролягає автошлях Костянтинівка — Вознесенка — Новопилипівка — Зарічне, яка в Зарічному з'єднується з автошляхом територіального значення Т 0401 і прямує далі на Токмак та Пологи. На південь від села від автошляху Костянтинівка — Вознесенка відгалужується на схід дорога на Нововасилівку, на північ від села від дороги Вознесенка — Зарічне відгалужується на схід дорога на Тихонівку та Астраханку.
Головною вулицею Вознесенки є вулиця Кірова, по якій йде дорога Костянтинівка — Зарічне. Паралельно вулиці Кірова на північний захід від неї проходять вулиці Жовтнева і Кримська, а на південний схід від неї — вулиці 50 років СРСР, Чапаєва, Польова і Степова. Перпендикулярно вулиці Кірова проходять вулиці Жовтнева, Городня, Калініна і Садова. Центральна площа села знаходиться на перетині вулиць Кірова та Жовтневої.

## Історія

### Стародавня історія і заснування села
Територія сучасного села була заселена ще в стародавні часи. Про це свідчать археологічні знахідки: поблизу Вознесенки виявлено рештки поселень доби неоліту (IV тисячоліття до н. е.).
Вознесенка виникла 1861 року на місці ногайського аулу Боурдек Ессебей, населення якого виїхало до Туреччини. Засновниками села були державні селяни, переселені сюди царським урядом з Полтавської, Харківської, Чернігівської, Курської і Рязанської губерній. Оскільки перші поселенці прибули в день релігійного свята Вознесіння, то й назвали село Вознесенкою.

### У складі російської імперія
Через 8 років після заснування села в ньому відкрили земське однокласне училище. У 1868 році в ньому налічувалося 82 учні. Друге училище з'явилося в 1889 році, а наступного року — двокласне церковно-парафіяльне. Ними була охоплена лише п'ята частина дітей шкільного віку.
На початку XX століття у Вознесенці була відкрита невелика дільнична амбулаторія. У 1914 році в ній працювали один лікар, фельдшер і акушерка. У 1907 році В Вознесенці була відкрита ще одна земська школа, і загальна кількість учнів досягла 440.

### За часів СРСР
1923 року в селі організована сільськогосподарська артіль «Селянська спайка», а в 1928 році — ТОЗ «Перемога», садово-городні товариства «Зелений гай» та «Добрий шлях» і реміснича артіль «Шубник».
Під час організованого радянською владою Голодомору 1932—1933 років померло щонайменше 319 жителів села.
На фронтах німецько-радянської війни билися 550 жителів Вознесенки, 130 з них були нагороджені орденами і медалями СРСР, 220 загинули. В період німецько-фашистської окупації в селі діяла підпільна група, яка збирала розвіддані і по рації передавала командуванню Червоної армії. Наприкінці 1941 року фашисти схопили підпільників Ф. Е. Козакова, П. Я. Коломойця, С. С. Юрченко і публічно розстріляли. Щоб помститися за активний опір, гітлерівці стратили 234 особи, серед них учасників боротьби за встановлення Радянської влади Г. Д. Бондаренко і Н. А. Мордвинова.
У Вознесенці розташовувалася центральна садиба колгоспу ім. Кірова. Колгосп обробляв 10800 га сільськогосподарських угідь, у тому числі 8563 га орної землі і 204 га садів. Колгосп спеціалізувався на вирощуванні зернових культур, соняшнику, м'ясо-молочному тваринництві, а також садівництві, овочівництві та птахівництві.

### У Незалежній Україні
У 1990-ті роки господарство села занепало.
У 2002 році головою сільради стала Ольга Гарабажиу. Під її керівництвом в економіці та комунальному господарстві села почалися позитивні зрушення, були відремонтовані лікарня і клуб, відновив роботу дитячий садочок. У той же час, Ольга Гарабажиу неодноразово звинувачувалася прокуратурою у привласненні державного майна, хабарництві, незаконній торгівлі землею і була засуджена на 3 роки позбавлення волі за незаконну торгівлю спиртними напоями, проте звільнена за станом здоров'я.
У серпні 2012 року у загиблої корови було виявлено сибірку. У селі був введений карантин.
12 червня 2020 року, відповідно до розпорядження Кабінету Міністрів України № 713-р «Про визначення адміністративних центрів та затвердження територій територіальних громад Запорізької області», шляхом об'єднання територій та населених пунктів Вознесенської та Костянтинівської сільських рад Мелітопольського району Запорізької області, утворена Костянтинівська сільська громада.

## Населення
Згідно з переписом УРСР 1989 року чисельність наявного населення села становила 4948 осіб, з яких 2285 чоловіків та 2663 жінки.
За переписом населення України 2001 року в селі мешкало 5107 осіб.

### Мова
Розподіл населення за рідною мовою за даними перепису 2001 року:
| Мова       | Відсоток |
| ---------- | -------- |
| українська | 60,92 %  |
| російська  | 35,74 %  |
| циганська  | 1,27 %   |
| вірменська | 0,33 %   |
| білоруська | 0,21 %   |
| молдовська | 0,14 %   |
| болгарська | 0,06 %   |
| угорська   | 0,02 %   |
| інші       | 1,31 %   |

## Економіка
- ТОВ «Галіон».
- ТОВ «Атон».
- ТОВ «Акант».

## Об'єкти соціальної сфери

### Гімназія «Орієнтир»
Вознесенська гімназія «Орієнтир» розташована за адресою вулиця Чапаєва, 110-Г. В гімназії 11 класів, 248 учнів і 50 співробітників. Мова навчання українська.
До німецько-радянської війни Вознесенська школа розміщувалася в трьох корпусах. Двоповерховий корпус, у якому гімназія розміщується зараз, був побудований в 1964 році. У 1967 році поряд з ним були побудовані шкільні майстерні, їдальня та кочегарка. У 1985 році був побудований тир, де стали проводитися заняття з допризовної підготовки. 18 листопада 2004 року Вознесенська загальноосвітня школа I—III ступенів отримала новий статус — гімназія «Орієнтир».
Директорами школи були Товчигречко Георгій Васильович (1960-ті роки), Кожушко Микола Михайлович (1970-ті рр.), Горло Лідія Самойловна (з кінця 1970-х по 1986), Дуракова Лідія Петрівна (1986—2003). З 2003 року директор — Стреліна Віра Октавіановна.
У гімназії працюють профільні класи, що займаються з економічного, математично-природничого, гуманітарного, правового профілів і профілем інформаційних технологій. Учнівське самоврядування в гімназії представлено учнівської республікою «Орієнтир», яка в 2007 році стала одним з переможців обласного конкурсу на найкращу модель учнівського самоврядування.
Відомі вчителі:
- Олексій Яценко — заступник директора з науково-методичної роботи, Відмінник освіти України (2007)[17]
- Євген Федорець — вчитель української мови, лауреат районного конкурсу «Учитель року» (2008)[18]

### Вознесенська загальноосвітня школа I—III ступенів
Вознесенська загальноосвітня школа I—III ступенів розташована за адресою: вулиця Калініна, 23-Б. У школі 11 класів, 207 учнів і 35 співробітників. Мова навчання українська. Директор — Биковський Микола Миколайович
Будівля школи була побудована в 1967 році. Спочатку школа була початковою. У 1974 році до будівлі школи були прибудовані нові навчальні кабінети, і школа стала восьмирічною. З 2002 року школа 11-річна.
У 8-9-х класах школи поглиблено вивчається українська мова, 10 та 11-й класи мають філологічний і природничо-науковий профіль.

### Дитячий садочок «Теремок»
Побудований в радянські роки дитячий садок, після розпаду СРСР був покинутий і виявився без електрики, води, каналізації. Відновлення дитячого садочка проводилося силами жителів села, часто безкоштовно, значну частину іграшок і обладнання для дитячого садочку також принесли самі жителі, і в результаті дитячий садок знову запрацював. У 2012 році був проведений черговий капітальний ремонт дитячого садка. У садку діють 7 груп і працюють 37 вихователів та технічних працівників.

### Будинок культури
У 1970 році Вознесенський будинок культури вже носив звання закладу відмінної роботи, а його хор і вокально-хореографічно колектив «Веснянка» у 1967 році зайняли перші місця на обласному огляді художньої самодіяльності, приуроченому до 50-річчя радянської влади. У 1990-ті роки будинок культури прийшов в аварійний стан, і в 2003 році був початий його ремонт. Частина грошей для ремонту виділив Володимир Гарабажиу, чоловік голови сільради, який за це отримав тут місце під кафе. У 2009 році були виділені кошти для ремонту глядацького залу, що став останнім етапом відновлення будинку культури. Пізніше обласна прокуратура звинувачувала голову сільради Ольгу Гарабажиу в привласненні частини бюджетних коштів, виділених для ремонту.
У 2013 році місцевий режисер-аматор Денис Білих зняв документальний фільм «Вогнище Культури», присвячений 40-річчю Вознесенківського Будинку культури

### Інші об'єкти
- Дитяча музична школа. У школі займається близько 80 дітей (разом з філіями в Терпінні і Новомиколаївці)[24][25][26][27].
- Дільнична лікарня — вул. Чапаєва[джерело?], 110в[28].
- Аптека — вул. Кірова[джерело?], 158-А[29]/
- Свято-Вознесенський храм. Підпорядкований Запорізькій єпархії Української православної церкви Московського патріархату[30] Заснований в 1861 році. Перша будівля храму побудована в 1864 році, остаточний вигляд храм набув у 1886 році. Храм був закритий в 1934 році. Богослужіння відновилися за німецької окупації. Храм діяв до початку 60-х років, згодом був зруйнований до фундаменту. В даний час храм знаходиться в колишньому купецькому будинку.

## Пам'ятки
- На північ від села розташований Старобердянський заказник.
- Поблизу села виявлено поселення епохи неоліту (IV тисячоліття до н. е., Розкопано дві кургани бронзової доби (II тисячоліття до н. е.).

## Спорт
Вознесенська футбольна команда «Ольвія» грає у вищій лізі відкритої першості Мелітопольського району з футболу, була переможцем першості району (2010) і володарем Кубку району (2012). Юнацька футбольна команда «Ольвія-2» грає у другій (юнацької) футбольній лізі першості Мелітопольського району.

## Персоналії
- Зубенко Григорій Мойсейович (1916—2000)[34] — голова колгоспу, кавалер орденів Леніна, Трудового Червоного Прапора і ордена «Знак пошани».
- Курило-Кримчак Іларіон Павлович (20 жовтня 1903 — початок 1947) — радянський еколог і історик, дійсний член Географічного товариства СРСР (з 1934), директор Мелітопольського краєзнавчого музею, діяч Організації українських націоналістів, бургомістр Мелітополя під час німецької окупації (1943).